# K.Mallenahalli, Nagamangala
K.Mallenahalli là một làng thuộc tehsil Nagamangala, huyện Mandya, bang Karnataka, Ấn Độ.